# Дискография Blackpink
Дискография южнокорейской гёрл-группы BLACKPINK насчитывает 2 студийных альбома, 3 мини-альбома, 4 сингл-альбома, три концертных альбома, 13 синглов и столько же видеоклипов.
8 августа 2016 года Blackpink дебютировали с сингл-альбомом Square One. Он включил в себя два сингла — «Boombayah» и «Whistle». Первый из них занял первое место как в Billboard World Digital Song Sales, так и в Gaon; «Whistle» расположился на втором месте в обоих чартах, после поднявшись до первого в Gaon.
Следом, 1 ноября 2016 года был выпущен второй сингл-альбом, получивший название Square Two. Он также включил в себя два сингла — «Playing with Fire» и «Stay». Помимо этого альбом также включает в себя акустическую версию сингла из первого сингл-альбома «Whistle». Первый из них был продан в количестве более 2,5 миллионов копий в Южной Корее и занял третье место в Digital Charts Gaon, в то время как в Billboard World Digital Song Sales расположился на первом месте с 4 тысячами проданных копий за первую неделю. «Stay» расположилась на 10 месте в Южной Корее и на 4 месте в чарте Billboard. Сам альбом расположился на 12 месте в Billboard Top Heatseekers и на 2 месте в Billboar World Albums.
23 июня 2017 года группа выпустила свой пятый цифровой сингл под названием «As If It's Your Last». Он был продан в количестве более 2,5 миллионов копий в Южной Корее, заняв 3 место в Digital Chart Gaon. Помимо этого сингл вновь дебютировал на первом месте Billboard World Digital Song Sales и стал первым синглом группы в чарте Billboard Global Excl. U.S. В том же году, 30 августа 2017 года BLACKPINK дебютировали в Японии, с одноимённым мини-альбомом, в котором были представлены японские версии ранее записанных на корейском языке треков. Альбом также стал коммерчески успешным, дебютировав на 23 месте в чарте Oricon.

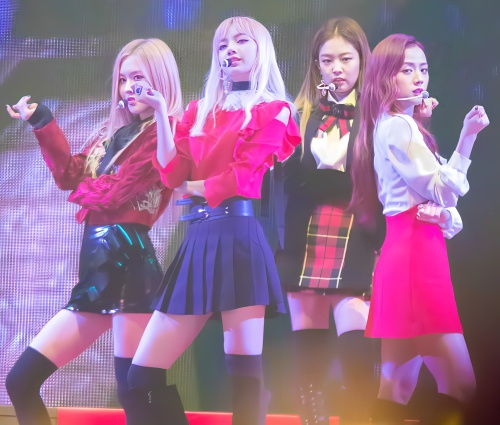
BLACKPINK на Melon Music Awards, ноябрь 2016 года.

Почти год спустя 15 июня 2018 года группа выпустила свой первый корейский мини-альбом Square Up, который дебютировал на вершине южнокорейского хит-парада Gaon. Помимо этого альбом расположился на 40 месте в чарте Billboard 200. Также именно в этом альбоме был сингл «Ddu-Du Ddu-Du», который провел три недели на вершине чарта Gaon. Эта песня, также стала первым синглом группы, которая заняла позицию в чарте Billboard Hot 100, достигнув пика на 60 позиции. Сингл получил платиновую сертификацию как для потоковой, так и для цифровой версии в Южной Корее.
19 октября 2018 года группа в сотрудничестве с британской певицей Дуа Липой выпустила трек «Kiss and Make Up», вошедший в переиздание сольного альбома певицы, добившись коммерческого успеха и получив серебряную сертификацию в Британии, а также золотую в Австралии, Италии и Португалии.
5 декабря 2018 года группа выпустила свой первый студийный альбом Blackpink In Your Area на японском языке, который включал все треки из японского мини-альбома Blackpink, а также японские версии четырех треков из Square Up. Он дебютировал на 4 месте чарта Oricon.
Второй корейский мини-альбом Kill This Love был выпущен в цифровом виде 5 апреля 2019 года. Физическая версия альбома была выпущена позже 23 апреля 2019 года. Альбом получил положительные отзывы и имел коммерческий успех. Альбом продал более 350 000 копий в Китае только за первую неделю и около 250 000 физических копий в Южной Корее в течение первых 8 дней. Kill This Love также расположился на 74 месте в чарте альбомов Billboard 200. Ведущий сингл «Kill This Love» расположился на 61-м месте в Billboard Hot 100, став третьим синглом группы в чарте; также это была самая высокая позиция, когда-либо занимая южнокорейской гёрл-группой в чарте. Это был также третий сингл группы, достигший первой позиции в чарте Billboard World Digital Songs.

## Альбомы

### Студийные альбомы
| Название  | Детали | Высшая позиция | Высшая позиция | Высшая позиция | Высшая позиция | Высшая позиция | Высшая позиция | Высшая позиция | Высшая позиция | Продажи                                                  |
| Название  | Детали | KOR            | AUS            | GER            | JPN            | JPN            | NZ             | SCO            | UK             | Продажи                                                  |
| Название  | Детали | KOR            | AUS            | GER            | Oricon         | Hot            | NZ             | SCO            | UK             | Продажи                                                  |
| --------- | --- | -------------- | -------------- | -------------- | -------------- | -------------- | -------------- | -------------- | -------------- | -------------------------------------------------------- |
| The Album | - Релиз: 2 октября 2020 года - Лейбл: YG Entertainment, Interscope - Формат: CD, цифровая загрузка, LP, кассета | 1              | 2              | 7              | 6              | 12             | 1              | 3              | 2              | - CHN: 1,120,867 - JPN: 29,059 - UK: 5,700 - US: 100,000 |
| Born Pink | - Релиз: 16 сентября 2022 года - Лейбл: YGEX - Формат: CD, цифровая загрузка                                    | —              | —              | —              | —              | —              | —              | —              | —              |                                                          |

### Мини-альбомы
| Альбом                                                                            | Детали | Пиковые позиции | Пиковые позиции | Пиковые позиции | Пиковые позиции | Пиковые позиции | Пиковые позиции | Пиковые позиции | Пиковые позиции | Пиковые позиции | Пиковые позиции | Продажи                                                 | Сертификация    |
| Альбом                                                                            | Детали | KOR             | AUS             | AUT             | CAN             | FRA             | JPN             | SWI             | UK              | US              | US World        | Продажи                                                 | Сертификация    |
| Корейские                                                                         | Корейские | Корейские       | Корейские       | Корейские       | Корейские       | Корейские       | Корейские       | Корейские       | Корейские       | Корейские       | Корейские       | Корейские                                               | Корейские       |
| --------------------------------------------------------------------------------- | --- | --------------- | --------------- | --------------- | --------------- | --------------- | --------------- | --------------- | --------------- | --------------- | --------------- | ------------------------------------------------------- | --------------- |
| Square Up                                                                         | - Релиз: 15 июня 2018 года - Лейбл: YG Entertainment - Формат: CD, digital download                               | 1               | 61              | 26              | 21              | 125             | 11              | 24              | —               | 40              | 1               | - KOR: 295,402 - JPN: 16,397                            | - KMCA: Платина |
| Kill This Love                                                                    | - Релиз: 5 апреля 2019 года - Лейбл: YG Entertainment - Формат: CD, digital download                              | 3               | 18              | —               | 8               | —               | 5               | —               | 40              | 24              | 1               | - KOR: 336,899 - CHN: 660,160 - JPN: 39,211 - US: 9,100 | - KMCA: Платина |
| Японские                                                                          | |                 |                 |                 |                 |                 |                 |                 |                 |                 |                 |                                                         |                 |
| Blackpink                                                                         | - Релиз: 30 августа 2017 года - Переиздание: 28 марта 2018 года - Лейбл: YGEX - Формат: CD, DVD, digital download | —               | —               | —               | —               | —               | 1               | —               | —               | —               | —               | - JPN: 81,450                                           | N/A             |
| «—» denotes a recording that did not chart or was not released in that territory. | |                 |                 |                 |                 |                 |                 |                 |                 |                 |                 |                                                         |                 |

### Сингл-альбомы
| Название   | Детали                                                                                         | Высшая позиция | Высшая позиция | Высшая позиция | Продажи     |
| Название   | Детали                                                                                         | KOR            |                |                | Продажи     |
| Название   | Детали                                                                                         | KOR            | US             | US             | Продажи     |
| Название   | Детали                                                                                         | KOR            | Heat           | World          | Продажи     |
| ---------- | ---------------------------------------------------------------------------------------------- | -------------- | -------------- | -------------- | ----------- |
| Square One | - Релиз: 8 августа 2016 года - Лейбл: YG Entertainment - Формат: Цифровое скачивание, стриминг | —              | —              | —              | н/д         |
| Square Two | - Релиз: 1 ноября 2016 года - Лейбл: YG Entertainment - Формат: Цифровое скачивание, стриминг  | —              | 13             | 2              | - US: 1,000 |

### Сборники
| Название               | Детали                                                                          | Высшая позиция | Высшая позиция | Высшая позиция | Высшая позиция | Высшая позиция | Высшая позиция | Высшая позиция | Высшая позиция | Продажи       |
| Название               | Детали                                                                          | KOR            | AUS            | GER            | JPN            | JPN            | NZ             | SCO            | UK             | Продажи       |
| Название               | Детали                                                                          | KOR            | AUS            | GER            | Oricon         | Hot            | NZ             | SCO            | UK             | Продажи       |
| Японские               | Японские                                                                        | Японские       | Японские       | Японские       | Японские       | Японские       | Японские       | Японские       | Японские       | Японские      |
| ---------------------- | ------------------------------------------------------------------------------- | -------------- | -------------- | -------------- | -------------- | -------------- | -------------- | -------------- | -------------- | ------------- |
| Blackpink In Your Area | - Релиз: 5 декабря 2018 года - Лейбл: YGEX - Формат: CD, DVD, цифровая загрузка | —              | —              | —              | 9              | 12             | —              | —              | —              | - JPN: 24,338 |

### Концертные альбомы
| Название                                                        | Детали альбома                                                                                      |
| --------------------------------------------------------------- | --------------------------------------------------------------------------------------------------- |
| Blackpink Arena Tour 2018 «Special Final In Kyocera Dome Osaka» | - Релиз: 13 марта 2019 года - Лейбл: YG Entertainment - Формат: CD, digital download                |
| Blackpink 2018 Tour ‘In Your Area’ Seoul                        | - Релиз: 30 августа 2019 года - Лейбл: YG Entertainment - Формат: CD, digital download              |
| Blackpink 2019—2020 World Tour In Your Area — Tokyo Dome        | - Релиз: 14 мая 2020 года - Лейбл: YGEX, Interscope, Universal Music - Формат: CD, digital download |

## Синглы
| Название                                                                            | Год       | Позиции в чартах | Позиции в чартах | Позиции в чартах | Позиции в чартах | Позиции в чартах | Позиции в чартах | Позиции в чартах | Позиции в чартах | Позиции в чартах | Позиции в чартах | Продажи                                     | Сертификация                                     | Альбом           |
| Название                                                                            | Год       | KOR              | KOR              | CAN              | FRA              | JPN              | JPN              | NZ               | UK               | US               | US World         | Продажи                                     | Сертификация                                     | Альбом           |
| Название                                                                            | Год       | Gaon             | Hot              | CAN              | FRA              | Oricon           | Hot              | NZ               | UK               | US               | US World         | Продажи                                     | Сертификация                                     | Альбом           |
| Корейские                                                                           | Корейские | Корейские        | Корейские        | Корейские        | Корейские        | Корейские        | Корейские        | Корейские        | Корейские        | Корейские        | Корейские        | Корейские                                   | Корейские                                        | Корейские        |
| ----------------------------------------------------------------------------------- | --------- | ---------------- | ---------------- | ---------------- | ---------------- | ---------------- | ---------------- | ---------------- | ---------------- | ---------------- | ---------------- | ------------------------------------------- | ------------------------------------------------ | ---------------- |
| «Boombayah» (붐바야)                                                                | 2016      | 7                | *                | —                | 196              | —                | 15               | —                | —                | —                | 1                | - KOR: 605,048 - US: 6,000                  | N/A                                              | Square One       |
| «Whistle» (휘파람)                                                                  | 2016      | 1                | *                | —                | —                | —                | —                | —                | —                | —                | 2                | - KOR: 1,399,935 - US: 6,000                | N/A                                              | Square One       |
| «Playing with Fire» (불장난)                                                        | 2016      | 3                | 26               | 92               | —                | —                | 81               | —                | —                | —                | 1                | - KOR: 2,500,000 - US: 4,000                | N/A                                              | Square Two       |
| «Stay»                                                                              | 2016      | 10               | *                | —                | —                | —                | —                | —                | —                | —                | 4                | - KOR: 246,200 - US: 3,000                  | N/A                                              | Square Two       |
| «As If It's Your Last»                                                              | 2017      | 3                | 2                | 45               | —                | —                | 19               | —                | —                | —                | 1                | - KOR: 2,500,000 - US: 9,000                | N/A                                              | Non-album single |
| «Ddu-Du Ddu-Du» (뚜두뚜두)                                                          | 2018      | 1                | 1                | 22               | —                | —                | 7                | —                | 78               | 55               | 1                | - KOR: 2,500,000 - US: 7,000                | - Корея: Платина - США: Золото - Япония: Сильвер | SQUARE UP        |
| «Kill This Love»                                                                    | 2019      | 2                | 2                | 11               | 126              | —                | 6                | 24               | 33               | 41               | 1                | - JPN: 8,604 - US: 7,000                    | - Япония: Сильвер                                | Kill This Love   |
| «How You Like That»                                                                 | 2020      | 1                | 50               | 11               | 78               | —                | 8                | 14               | 20               | 33               | 1                | - CHN: 3,053,920 - JPN: 11,106 - US: 16,400 | - Канада: Золото - Бразилия: Платина             | The Album        |
| «Ice Cream» (совместно с Селеной Гомес)                                             | 2020      | 8                | 4                | 11               | 135              | —                | 56               | 18               | 39               | 13               | —                | - CHN: 1,278,572 - US: 23,000               | - Канада: Золото                                 | The Album        |
| «Lovesick Girls»                                                                    | 2020      | 2                | 2                | 29               | 130              | 12               | 1                | 35               | 40               | 59               | 1                | - WW: 17,000                                | - Япония: Сильвер                                | The Album        |
| «—» обозначает что сингл не попал в чарты или же не был выпущен нв этой территории. |           |                  |                  |                  |                  |                  |                  |                  |                  |                  |                  |                                             |                                                  |                  |

### Промосинглы
| Название                                                                            | Год  | Высшая позиция | Высшая позиция | Высшая позиция | Высшая позиция | Высшая позиция | Высшая позиция | Высшая позиция | Высшая позиция | Высшая позиция | Высшая позиция | Продажи     | Альбом           |
| Название                                                                            | Год  | KOR            | AUS            | CAN            | FIN            | IRE            | NZ             | SCO            | SGP            | UK             | US             | Продажи     | Альбом           |
| ----------------------------------------------------------------------------------- | ---- | -------------- | -------------- | -------------- | -------------- | -------------- | -------------- | -------------- | -------------- | -------------- | -------------- | ----------- | ---------------- |
| «Awesome»                                                                           | 2020 | —              | —              | —              | —              | —              | —              | —              | —              | —              | —              | н/д         | Non-album single |
| «Sour Candy» (совместно с Леди Гага)                                                | 2020 | 178            | 8              | 18             | 15             | 11             | 12             | 28             | 1              | 17             | 33             | - US: 7,000 | Chromatica       |
| «—» обозначает что сингл не попал в чарты или же не был выпущен нв этой территории. |      |                |                |                |                |                |                |                |                |                |                |             |                  |

## Синглы, попавшие в чарт
| Название | Год  | Позиции в чартах | Позиции в чартах | Позиции в чартах | Позиции в чартах | Позиции в чартах | Продажи          | Сертификация    | Альбом         |
| Название | Год  | KOR              | KOR              | JPN              | NZ               | US World         | Продажи          | Сертификация    | Альбом         |
| Название | Год  | Gaon             | Hot              | Hot              | Hot              | US World         | Продажи          | Сертификация    | Альбом         |
| --- | ---- | ---------------- | ---------------- | ---------------- | ---------------- | ---------------- | ---------------- | --------------- | -------------- |
| «Whistle» (acoustic ver.) | 2016 | 88               | *                | —                | —                | —                | - KOR: 31,423    | N/A             | Square Two     |
| «Forever Young» | 2018 | 2                | 2                | 36               | 10               | 4                | - KOR: 2,500,000 | - KMCA: Платина | Square Up      |
| «Really» | 2018 | 18               | 8                | —                | —                | 11               | N/A              | н/д             | Square Up      |
| «See U Later» | 2018 | 26               | 10               | —                | —                | 12               | N/A              | н/д             | Square Up      |
| «Don’t Know What to Do» | 2019 | 38               | 9                | —                | 11               | 4                | N/A              | н/д             | Kill This Love |
| «Kick It» | 2019 | 90               | 89               | —                | 17               | 8                | N/A              | н/д             | Kill This Love |
| «Hope Not» (아니길) | 2019 | 108              | —                | —                | 20               | 9                | N/A              | н/д             | Kill This Love |
| «—» denotes a recording that did not chart or was not released in that territory. «*» denotes the chart did not exist at that time |      |                  |                  |                  |                  |                  |                  |                 |                |

## Коллаборации
| Название                                  | Год  | Высшая позиция | Высшая позиция | Высшая позиция | Высшая позиция | Высшая позиция | Высшая позиция | Высшая позиция | Высшая позиция | Высшая позиция | Высшая позиция | Продажи      | Сертификация                                  | Альбом                     |
| Название                                  | Год  | KOR            | AUS            | CAN            | FIN            | GER            | IRE            | NZ             | SWE            | UK             | US             | Продажи      | Сертификация                                  | Альбом                     |
| ----------------------------------------- | ---- | -------------- | -------------- | -------------- | -------------- | -------------- | -------------- | -------------- | -------------- | -------------- | -------------- | ------------ | --------------------------------------------- | -------------------------- |
| «Kiss and Make Up» (совместно с Дуа Липа) | 2018 | 75             | 33             | 44             | 15             | 48             | 15             | 32             | 32             | 36             | 93             | - US: 11,000 | - ARIA: Платина - FIMI: Золото - BPI: Серебро | Dua Lipa: Complete Edition |

## Видеоклипы
| Название                            | Год  | Режиссёр   | Ссылки  |
| ----------------------------------- | ---- | ---------- | ------- |
| «Boombayah» (붐바야)                | 2016 | Со Хён Сын | [ 133 ] |
| «Whistle» (휘파람)                  | 2016 | Beomjin J  | [ 134 ] |
| «Playing with Fire» (불장난)        | 2016 | Со Хён Сын | [ 133 ] |
| «Stay»                              | 2016 | Хан Са Мин | [ 135 ] |
| «As If It’s Your Last» (마지막처럼) | 2017 | Со Хён Сын | [ 136 ] |
| «Ddu-Du Ddu-Du» (뚜두뚜두)          | 2018 | Со Хён Сын | [ 137 ] |
| «Kill This Love»                    | 2019 | Со Хён Сын | [ 138 ] |
| «How You Like That»                 | 2020 | Со Хён Сын |         |
| «Ice Cream»                         | 2020 |            |         |
| «Lovesick girls»                    | 2020 |            |         |
| «Pink Venom»                        | 2022 |            |         |

### Комментарии
1. ↑  Japan sales figures for Kill This Love.[53][54][55][56]
2. ↑  The sales of Blackpink and Re: Blackpink are combined in Oricon.
3. ↑  Korean-language singles are digital downloads while Japanese-language singles are physical units, except noted.
4. ↑  The Korea Music Content Association (KMCA) introduced music recording certifications for albums, downloads and streamings in April 2018, for every record released after January 1, 2018.[67]
5. ↑  "As If It's Your Last" did not enter the French single charts, but peaked at number 180 on the Download Chart.[83]
6. ↑  "As If It's Your Last" did not enter the Billboard Hot 100 but peaked at number thirteen on the Bubbling Under Hot 100 Singles chart.[84]
7. ↑  "Ddu-Du Ddu-Du" did not enter the French single charts, but peaked at number 95 on the Download Chart.[86]
8. ↑  "Ddu-Du Ddu-Du" did not enter the NZ Top 40 Singles Chart, but peaked at number two on the NZ Heatseekers Singles Chart.[87]

1. 1 2  In April 2018, the Korea Music Content Association introduced music recording certifications for albums and singles[139].

1. ↑  Due to the short length of Square Up, the EP charted as a single in Australia.[38][46]
2. ↑  Due to the short length of Kill This Love, the EP charted as a single in Australia.[51]
3. ↑  The Korean version of Kill This Love originally peaked at number 17; the Japanese version reached a peak of number 5 in October 2019.
4. 1 2  In Korea, "Boombayah" and "Whistle" were released as a double A-side from the group's debut single titled "Square One".[75] In Japan, the song was also subsequently listed as the lead track on the EP edition of "Square Two".[76]
5. 1 2 3  In Korea, "Playing with Fire" and "Stay" were released as a double A-side from the group's second single titled "Square Two", with "Whistle (Acoustic Ver.)" as the B-side.[79] Besides Korea, the single was released in EP format via digital platforms, with "Playing with Fire" as the lead single and "Boombayah" / "Whistle" as added tracks.[80]
6. ↑  "As If It's Your Last" was also later included on the EP Square Up.
7. ↑  "Ddu-Du Ddu-Du" was certified platinum for streaming in November 2018 and for 2,5 million downloads in April 2019.[60][88][90]
8. ↑  Collaboration with Samsung для Galaxy A series.
9. ↑  "Forever Young" was certified platinum for downloads in December 2019 and streaming in March 2020.[88][119]